# قاي أرنولد
قاي أرنولد (بالإنجليزية: Guy Arnold)‏ هو كاتب بريطاني، ولد في 1932 في كرويدون في المملكة المتحدة.